# Абдуллаев, Шахмардан Гасан-Гусейнович
Шахмардан Гасан-Гусейнович Абдуллаев (псевдоним — Чопан) (25 мая 1911, с. Хури, Дагестанская область, Российская империя (ныне в Лакском районе Дагестана, РФ) — 1996) — лакский советский актёр, лакский писатель

, драматург, переводчик, режиссёр. Народный артист Дагестанской АССР (1955).

## Биография
Лакского происхождения. Окончил Буйнакское педагогическое училище. Работал учителем в школах Лакского и Буйнакского районов.
Дебютировал на сцене Кумыкского музыкально-драматического театра в 1934 году.
В 1954 году окончил Дагестанский педагогический институт (ныне Дагестанский государственный педагогический университет.
Работал режиссёром Махачкалинской студии телевидения.

## Творчество
Автор ряда пьес, посвящённых современной жизни Дагестана, борьбе с пережитками прошлого. Написал книгу очерков «Спутники» о кумыкском музыкально-драматическом театре им. А.-П. Салаватова, опубликованной на кумыкском языке в 2-х частях, в 1984 и в 1990 годах.
Член Союза писателей СССР с 1957 года.
Ш. Абдуллаев писал на кумыкском и лакском языках
Перевёл на лакский язык сказки кумыкского сказителя Аява Акавова, пьесы «Севиль» Д. Джабарлы, «Намус» Ширванзаде, «Любовь Асият» А. Курбанова, «Друзья» Г. Рустамова, «Абгази» А.-П. Салаватова, «Платон Кречет», «Калиновая роща» А. Корнейчука, «Женитьба» Н. Гоголя.

## Избранные театральные роли
- Алихан («Чабан Арслан» А.Курбанова),
- Вурм («Коварство и любовь» Ф. Шиллера),
- Робинзон («Бесприданница» А. Островского),
- Перчихин («Мещане» М. Горького),
- Жевакин («Женитьба» Н. Гоголя),
- Чеусов («Мятеж» по Д. Фурманову),
- Бублик («Платон Кречет» А. Е. Корнейчука),
- Аллан («Семья Аллана» («Честь семьи») Г. Мухтарова),

## Избранные произведения
Пьесы
- «Тулпар» (1937—1938, Кумыкский театр, Махачкала, Аварский театр, Буйнакск),
- «Два арбуза в одной руке» (1945, Лакский театр, Кумух),
- «Настоящая любовь» (1948, Лакский театр),
- «Месть»,
- «Широкий путь».
- «Не отступи, Жамилят!» (1983)

Проза
- «Новые ростки» (сборник рассказов на русском языке) ,
- «Пастушок» (сборник повестей).